# Batracobdelloides moogi
Batracobdelloides moogi (лат.) — вид плоских пиявок (Glossiphoniidae).

## Название
Родовое название Batracobdelloides происходит от наименования близкого рода пиявок Batracobdella (латинский суффикс -oides имеет значение «близкий, похожий»), в свою очередь, происходящего от греческого βάτραχος «лягушка» и βδέλλα «пиявка» — Batracobdella является эктопаразитом лягушек.
Видовой эпитет получила в честь Отто Моога, австрийского гидробиолога.

## Описание
Общая длина Batracobdelloides moogi составляет 6—22 мм, фиксированные образцы могут сокращаться, в связи с чем определение прижизненного размера может быть затруднительным. Тело листообразное, уплощённое в спинно-брюшном направлении, без сосочков. Края тела с мелкими зазубринами. Головной конец не отделён от остального тела (шейная перетяжка отсутствует). Консистенция тела мягкая.
Окраска тела зеленовато-бурая, вдоль спинной поверхности проходит четыре ряда светлых пятен.
Тело сегментированное, сегменты преимущественно состоят из трёх колец. На переднем конце тела имеется две пары глаз (на сегментах III и IV), причём обе пары хорошо развиты.
Имеется мускулистый хобот. Желудок с 7 парами карманов (отростков).
Гермафродиты. Имеются семенной и яйцевой мешки. Мужское и женское половые отверстия (гонопоры) разделены 2 кольцами (мужская гонопора расположена между XI и XII сегментами, женская — на XII сегменте). Семенных мешков 6 пар. Размножение не наблюдалось.

## Образ жизни
Спорадичный пресноводный вид, изредка встречается в стоячих или медленно текущих водоёмах, в том числе во временных.
Эктопаразит. В отличие от большинства видов рода, паразитирует не на рыбах, а на брюхоногих моллюсках (аналогичная особенность присуща Batracobdelloides bangkhenensis), в особенности часто — на роговых катушках Planorbarius corneus.

## Распространение
Обитает в Европе. Обнаружена в водоёмах Австрии, Венгрии, Италии, Литвы, Польши, Словакии и Черногории, тем самым являясь самым северным видом рода Batracobdelloides и единственным европейским представителем.

## Таксономия
Самостоятельность вида была впервые показана в 1995 году. До этого представителей вида ошибочно отождествляли то с Batracobdella paludosa, то с Batracobdella algira. Авторы описания указывают на предположительную близость вида к Batracobdelloides reticulatus на основании морфологических характеристик (молекулярные данные для Batracobdelloides moogi на настоящий момент отсутствуют).